# Allensbach
Allensbach è un comune tedesco di 7 111 abitanti, situato nel land del Baden-Württemberg.